# Cultura Thule
Thule sau protoinuiții au fost strămoșii tuturor inuiților moderni. Ei s-au dezvoltat în Alaska de coastă până în anul 1000 și s-au extins spre est prin nordul Canadei, ajungând în Groenlanda până în secolul al XIII-lea. În acest proces, ei au înlocuit oamenii din cultura anterioară Dorset, care locuiseră anterior regiunea. Denumirea „Thule” provine de la localitatea Thule (relocată și redenumită Qaanaaq în 1953) din nord-vestul Groenlandei, în fața Canadei, unde rămășițele arheologice ale acestui popor au fost descoperite pentru prima dată la Comer's Midden.
Dovezile susțin ideea că Thule (și, într-o mai mică măsură, Dorset) au fost în contact cu vikingii, care au ajuns pe țărmurile Canadei în secolul al XI-lea, ca parte a colonizării nordice a Americii de Nord. În sursele vikinge, aceste popoare sunt numite Skrælingjar.
Unii Thule au migrat spre sud, în „a doua expansiune” sau „a doua fază”. Până în secolul al XIII-lea sau al XIV-lea, Thule au ocupat o zonă locuită până atunci de inuiții centrali, iar până în secolul al XV-lea, Thule i-au înlocuit pe dorseți.
Intensificarea contactelor cu europenii a început în secolul al XVIII-lea. Cumulate cu efectele deja perturbatoare ale „Micii Ere Glaciare” (1650-1850), comunitățile Thule s-au destrămat, iar oamenii au fost cunoscuți de acum înainte sub numele de eschimoși și, mai târziu, inuiți.

## Istorie

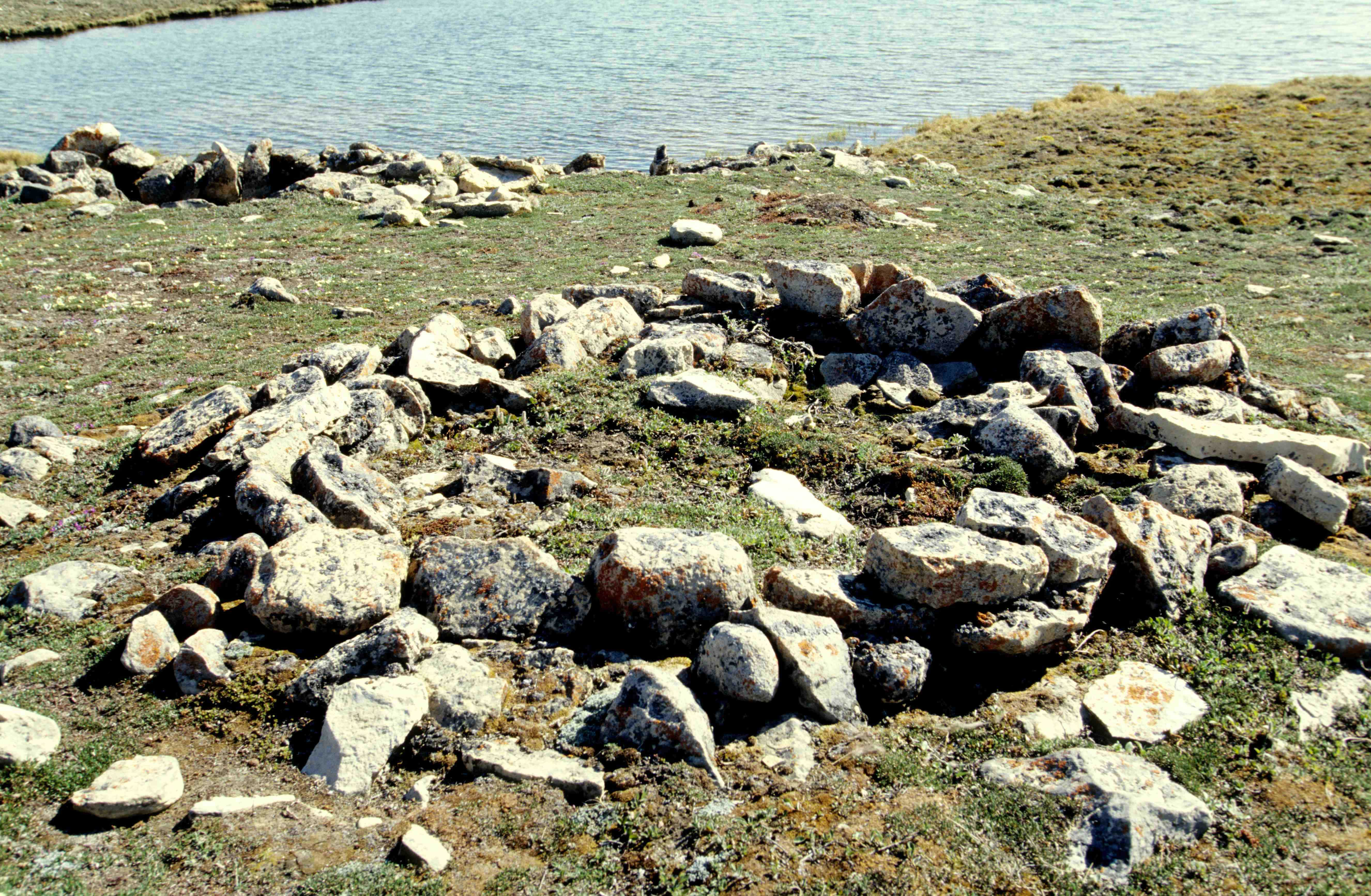
Sit Thule lângă Cambridge Bay pe Insula Victoria.

Tradiția Thule a durat de la aproximativ 200 î.Hr. la 1600 d.Hr. în jurul Strâmtorii Bering, poporul Thule fiind strămoșii preistorici ai inuiților. Cultura Thule a fost cartografiată de Therkel Mathiassen, în urma participării sale în calitate de arheolog și cartograf în cadrul celei de-a cincea expediții daneze în America arctică, în 1921-1924. Acesta a excavat situri pe Insula Baffin și în regiunea de nord-vest a Golfului Hudson, pe care le-a considerat a fi rămășițele unei culturi extrem de dezvoltate de eschimoși vânători de balene, originară din Alaska și mutată în Canada arctică în urmă cu aproximativ 1000 de ani. Există trei etape de dezvoltare care conduc la Cultura Thule; acestea sunt Okvik/Marea Bering veche, Punuk, Birnirk și apoi cultura Thule. Aceste grupuri de popoare au fost denumite culturi „neoeschimale”, care se diferențiază de tradiția Norton anterioară.
Există mai multe etape ale tradiției Thule: Etapa veche a Mării Bering, Etapa Punuk și Etapa Birnirk. Aceste etape reprezintă variații ale tradiției Thule pe măsură ce aceasta s-a extins în timp. Tradiția Thule a înlocuit tradiția Dorset în estul Arcticii și a introdus în înregistrările arheologice atât caiacele, cât și umiacele adică bărcile acoperite cu piele, a dezvoltat noi utilizări ale fierului și cuprului și a demonstrat o tehnologie avansată a harponului și utilizarea balenelor boreale, cel mai mare animal din Arctica.

### Etapa veche a Mării Bering, 200 î.Hr. până la 500 d.Hr.
Etapa veche a Mării Bering (OBS) a fost caracterizată pentru prima dată de Diamond Jenness, pe baza unei colecții de capete de harpon din fildeș decorate și profund patinate și a altor obiecte dezgropate de băștinașii din Insula Sfântul Laurențiu și Insulele Diomede. Jenness a identificat cultura Mării Bering ca fiind o Cultură Inuit foarte dezvoltată, de origine asiatică nord-estică și de vârstă pre-Thule.
O puternică adaptare maritimă este caracteristică etapei Thule și OBS și poate fi observată în dovezile arheologice. Atât caiacele, cât și umiacele (bărci mari cu piele) apar pentru prima dată în înregistrările arheologice. Trusele de unelte ale oamenilor din acea vreme sunt dominate de artefacte din ardezie șlefuită mai degrabă decât din piatră sfărâmată, inclusiv cuțite lanceolate, capete de proiectile și cuțitul cu lamă transversală ulu. De asemenea, oamenii au realizat o formă rudimentară de ceramică și au folosit mult osul și coarnele de cerb pentru capetele harpoanelor, precum și pentru a realiza săgeți, sulițe, ochelari de zăpadă, răzuitoare de grăsime, ace, buzdugane și ciocane, precum și lopeți de zăpadă cu lamă de umăr de morsă.
Au apărut multe inovații importante care au permis ca vânătoarea să fie mai eficientă. Pentru vânătoarea de foci se foloseau târnăcoape montate pe harpoane, precum și dopuri de fildeș și muștiucuri pentru umflarea plutitoarelor pentru harpoane, care le permiteau să recupereze mamiferele marine mai mari atunci când erau expediate. Acești oameni se bazau foarte mult pe focă și morsă pentru subzistență. Tehnologia OBS este ușor de identificat datorită punctelor artistice curbilinii, cercurilor și liniilor scurte folosite pentru decorarea uneltelor lor.
Relația cronologică dintre culturile Okvik și etapa veche a Mării Bering Veche a făcut obiectul unor dezbateri și rămâne în mare parte nehotărâtă, bazându-se în principal pe stilurile artistice. Unii consideră că este vorba despre o cultură distinctă, anterioară etapei vechii Mări Bering, însă asemănarea strânsă și suprapunerea datelor radiocarbon sugerează că Okvik și etapa Veche Mării Bering sunt mai bine considerate ca fiind aproximativ contemporane, cu variante regionale.
O analiză genetică din 2019 a concluzionat că, între 2.700 și 4.900 de ani în urmă, strămoșii Thule au apărut în Alaska prin amestecul dintre paleoeschimoși și Tradiția Ocean Bay și că acești strămoși au migrat ulterior înapoi în Siberia, unde au devenit etapa vechea a Mării Bering, pentru a reveni în cele din urmă în Alaska.

### Etapele Punuk și Birnirk, circa 800 - 1400
Etapa Punuk este o dezvoltare a etapei vechi a Mării Bering, cu distribuție de-a lungul insulelor majore din strâmtoare și de-a lungul țărmurilor Peninsulei Ciukotka. Cultura Punuk a fost definită inițial de Henry Collins în 1928, pornind de la o mocirlă adâncă de 16 ft (4,9 m) de pe una dintre insulele Punuk. Săpăturile ulterioare de pe insula Sfântul Laurențiu au confirmat ideile lui Jenness privind cultura Mării Bering și au demonstrat o secvență culturală continuă pe insulă, de la vechea cultură a Mării Bering, la Punuk, la cultura eschimoșilor moderni.
Etapa Punuk se diferențiază de etapa veche a Mării Bering prin stilurile de artefacte și formele de casă, precum și prin stilurile de harpon și vânătoarea de balene. Așezările Punuk erau mai mari și mai răspândite decât satele anterioare. Erau locuințe subterane, pătrate sau dreptunghiulare, cu podele din lemn. Casa era susținută de oasele fălcilor de balenă și acoperită cu piei, gazon și apoi zăpadă. Aceste case erau bine izolate și ar fi fost vizibile doar pentru ocupanți.
Vânătoarea de balene are un accent mai mare în etapa Punuk. Vânătorii foloseau umiace și omorau balene în drumurile înguste de gheață, precum și în largul mării toamna. Vânătoarea de balene în largul mării necesita o conducere calificată, echipe de vânători și barcagii experți și cooperarea mai multor bărci. Căpitanul balenierei, umialik, este și astăzi o funcție importantă în comunitățile arctice. Uneltele din piatră cioplită au fost înlocuite cu ardezie șlefuită, uneltele cu aripi din fildeș au fost înlocuite în mare parte cu tridente, iar uneltele cu vârf de fier au fost folosite pentru gravură. Stilurile harpoanelor au devenit mai simple și mai standardizate, la fel ca arta Punuk. Punuk și-a dezvoltat metodele de vânătoare care au dus la crearea armurii din os, precum și a tehnologiei arcului și săgeții. De asemenea, în stadiul Punuk au apărut apărători de încheieturi placate cu os, arcul întărit, bola de pasăre, plasele grele de fildeș și săgețile de pasăre cu vârful contondent.
Cultura Birnirk este cel mai bine cunoscută de-a lungul coastei de nord și de vest a Alaskăi. Există trei faze ale culturii Birnirk: Birnirk timpuriu, Birnirk mijlociu și Birnirk târziu. Aceste faze se disting în primul rând prin schimbările treptate în stilul capetelor de harpon și al săgeților. Capetele de harpon erau mai des confecționate din corn de cerb, mai degrabă decât din fildeș, și erau caracterizate de pinteni trifurcați plasați medial în perioada Birnirk timpurie, bifurcați în perioada Birnirk mijlocie și pinteni plasați unilateral în perioada Birnirk târzie.
Poporul Birnirk a folosit multe dintre aceleași metode de vânătoare și tehnologie ca Punuk și etapa veche a Mării Bering, dar nu a existat artă. Există foarte puține dovezi de decorare a uneltelor sau armelor. Puțina artă prezentă în etapa Birnirk era limitată la motive spiralate și concentrice pe vase de lut cu palete din os. Aceștia foloseau sănii, de aceeași concepție de bază ca și cele folosite mai târziu cu echipele de câini. Oamenii din Birnirk erau vânători de mamifere marine, care se ocupau cu pescuitul și vânătoarea de balene. Casele Birnirk erau de formă pătrată, cu pereți construiți din bușteni orizontali și stâlpi simpli sau dubli în fiecare colț. Locurile de dormit se aflau în partea din spate a locuinței și erau fie construite la o oarecare înălțime, fie la nivelul podelei. În ruinele casei nu au fost găsite vetre interioare, deși fragmentele de vase de ceramică puternic încrustate și înnegrite de foc sugerează utilizarea extensivă a focurilor deschise.

#### Etapa clasică, 1100 - 1400
În această perioadă, Thule de est s-a răspândit în întreaga Arctică Superioară și în sud. Populația Thule trăia de-a lungul coastelor Strâmtorii Hudson, în regiunea Golfului Hudson, pe țărmurile bazinului Foxe și de-a lungul continentului canadian de astăzi, din Delta Mackenzie până în Peninsula Melville. Arheologul Alan McCartney a inventat inițial termenul „Thule clasic” cu referire la populația care a existat între 1100 și 1400 d.Hr.